# Супербоул XIV
Супербоул XIV (англ. Super Bowl XIV) — 14 игра Супербоула. Матч НФЛ между Американской Футбольной Конференции (АФК) и Национальной Футбольной Конференции. Матч, в котором играли Питтсбург Стилерз от АФК и Лос-Анджелес Рэмс от НФК, прошел 20 января 1980 года. Питтсбург победил 31:19.

## Трансляция
В США игру транслировал CBS. Количество аналитиков на матче было рекордным, в отличие от предыдущих Супербоулов.

## Ход матча
ПЕРВАЯ ПОЛОВИНА
Первым набором очков стал 41-ярдовый филд гол в исполнении Питтсбурга. Ближе к концу четверти, Лос-Анджелес, занес тачдаун. Начало второй четверти было за Питтсбургом. Они сделали тачдаун, но затем два филд гол от Лос-Анджелеса, сделали счет к перерыву 13-10 в пользу Лос-Анджелеса.
ВТОРАЯ ПОЛОВИНА
В начале третьей четверти, Питтсбург, оформляет 47-ярдовый тачдаун. Лос-Анджелес ответит 24-ярдовым тачдауном. Уже в четвёртой четверти, игрок Питтсбурга, перехватит мяч в тачдаун на 73 ярда. В конце матча, «Стилерз», сделает ещё один тачдаун. Лос-Анджелесу не хватит времени на атаку.
Супербоул XIV: Питтсбург Стилерз 31, Лос-Анджелес Рэмс 19
|               | 1 | 2 | 3 | 4  | Общее |
| ------------- | - | - | - | -- | ----- |
| Рэмс (НФК)    | 7 | 6 | 6 | 0  | 19    |
| Стилерз (АФК) | 3 | 7 | 7 | 14 | 31    |

в Роуз Боул , Пасадена, Калифорния
- Дата : 20 января 1980 г.
- Время игры : 15:15 PST
- Погода в игре : 19 ° C (67 ° F), солнечно

PIT-Питтсбург, LAR-Лос-Анджелес Рэмс, ЭП — экстрапоинт
■ Первая четверть:
- 7:31-PIT-41-ярдовый филд гол, Питтсбург повел 3:0
- 2:44-LAR-1-ярдовый тачдаун+ЭП, Лос-Анджелес повел 7:3

■ Вторая четверть:
- 12:52-PIT-1-ярдовый тачдаун+ЭП, Питтсбург повел 10:7
- 7:21-LAR-31-ярдовый филд гол, ничья 10:10
- 0:14-LAR-45-ярдовый филд гол, Лос-Анджелес повел 13:10

■ Третья четверть:
- 12:12-PIT-47-ярдовый тачдаун+ЭП, Питтсбург повел 17:13
- 10:15-LAR-24-ярдовый тачдаун+экстрапоинт не забит, Лос-Анджелес повел 19:17

■ Четвёртая четверть:
- 12:04-PIT-73-ярдовый перехват в тачдаун+ЭП, Питтсбург повел 24:19
- 1:49-PIT-1-ярдовый тачдаун+ЭП, Питтсбург ведет 31:19